# FA Women's National League Cup
Football Association Women's Premier League Cup hay còn được gọi là Women's League Cup (Cúp Liên đoàn nữ) là giải đấu cúp liên đoàn bóng đá nữ Anh.
Giải được tổ chức dành cho 72 đội bóng thuộc FA Women's Premier League (Northern và Southern Division, cộng bốn giải Division 1).
Trước khi FA WSL Cup ra đời, giải đấu là cúp liên đoàn bóng đá nữ hàng đầu ở Anh.

## Thể thức
Sau khi Women's Premier League tái cấu trúc lại vào năm 2015, có 72 đội được phép tham dự giải. Ban đầu tất các đội được được bốc phân cặp để gặp nhau ở vòng đấu phân loại. Các đội thắng sau đó được phân vào vòng sơ loại hoặc vào thẳng vòng một của giải. Có 32 đội đá vòng một. Đội thua vòng phân loại sẽ đá vòng sơ loại cũng như tham dự vòng 32 đội của Premier League Plate. Các trận bán kết và chung kết thường được diễn ra trên các sân đấu của các đội bóng thuộc The Football League.

## Các trận chung kết
Nguồn:
| Mùa  | Vô địch            | Á quân                  | Tỉ số               |
| ---- | ------------------ | ----------------------- | ------------------- |
| 1992 | Arsenal            | Millwall Lionesses      | 1-0                 |
| 1993 | Arsenal            | Knowsley                | 3-0                 |
| 1994 | Arsenal            | Doncaster Rovers Belles | 4-0                 |
| 1995 | Wimbledon          | Villa Aztecs            | 2-0                 |
| 1996 | Wembley            | Doncaster Rovers Belles | 2-2 (5-3 pen.)      |
| 1997 | Millwall Lionesses | Everton                 | 2-1                 |
| 1998 | Arsenal            | Croydon Athletic        | 0-0 (4-2 pen.)      |
| 1999 | Arsenal            | Everton                 | 3-1                 |
| 2000 | Arsenal            | Croydon Athletic        | 4-1                 |
| 2001 | Arsenal            | Tranmere Rovers         | 3-0                 |
| 2002 | Fulham             | Birmingham City         | 7-1                 |
| 2003 | Fulham             | Arsenal                 | 1-1 h.p. (3-2 pen.) |
| 2004 | Charlton Athletic  | Fulham                  | 1-0                 |
| 2005 | Arsenal            | Charlton Athletic       | 3-0                 |
| 2006 | Charlton Athletic  | Arsenal                 | 2-1                 |
| 2007 | Arsenal            | Leeds United            | 1-0                 |
| 2008 | Everton            | Arsenal                 | 1-0                 |
| 2009 | Arsenal            | Doncaster Rovers Belles | 5-0                 |
| 2010 | Leeds Carnegie     | Everton                 | 3-1                 |
| 2011 | Barnet             | Nottingham Forest       | 0-0 h.p. (4-3 pen.) |
| 2012 | Sunderland         | Leeds United            | 2-1                 |
| 2013 | Aston Villa        | Leeds United            | 0-0 h.p. (5-4 pen.) |
| 2014 | Sheffield          | Cardiff City            | 6-2                 |
| 2015 | Charlton Athletic  | Sheffield               | 0-0 h.p. (4–2 pen.) |
| 2016 | Tottenham Hotspur  | Cardiff City            | 2–1 h.p.            |